# Ödhof (Bogen)
Ödhof ist ein Ortsteil der Stadt Bogen im niederbayerischen Landkreis Straubing-Bogen. 
Die Einöde liegt circa einen Kilometer östlich von Bogen neben der Kreisstraße SR 3. 
Am 1. Januar 1971 kam Ödhof als Ortsteil der ehemals selbständigen Gemeinde Bogenberg im Zuge der Gemeindegebietsreform zur Gemeinde Bogen.